# Janusz I. Starszy

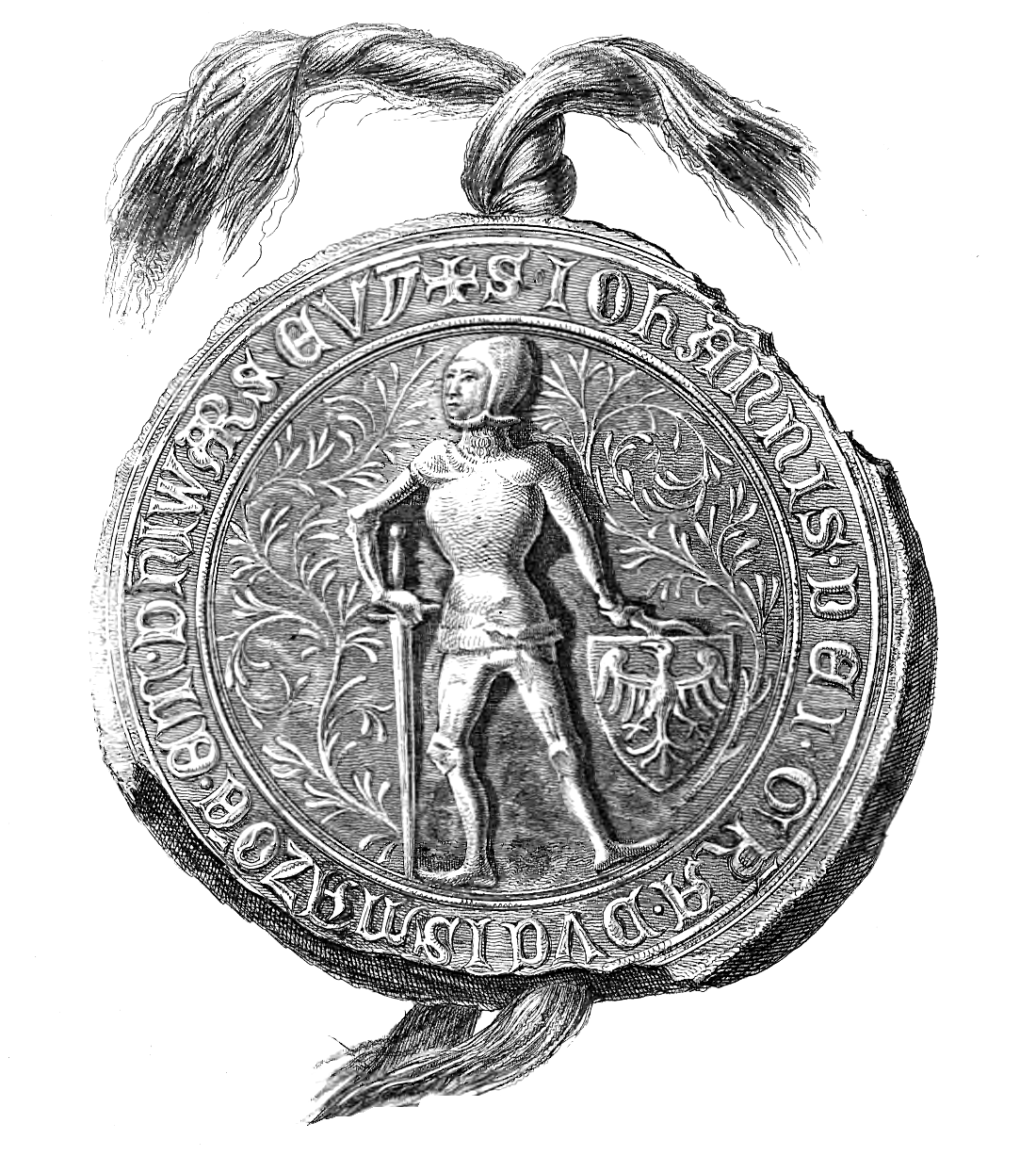
Das herzogliche Siegel Janusz's I. aus dem Jahre 1376

Das Wappen des Janusz I. Starszy, Herzog von Masowien

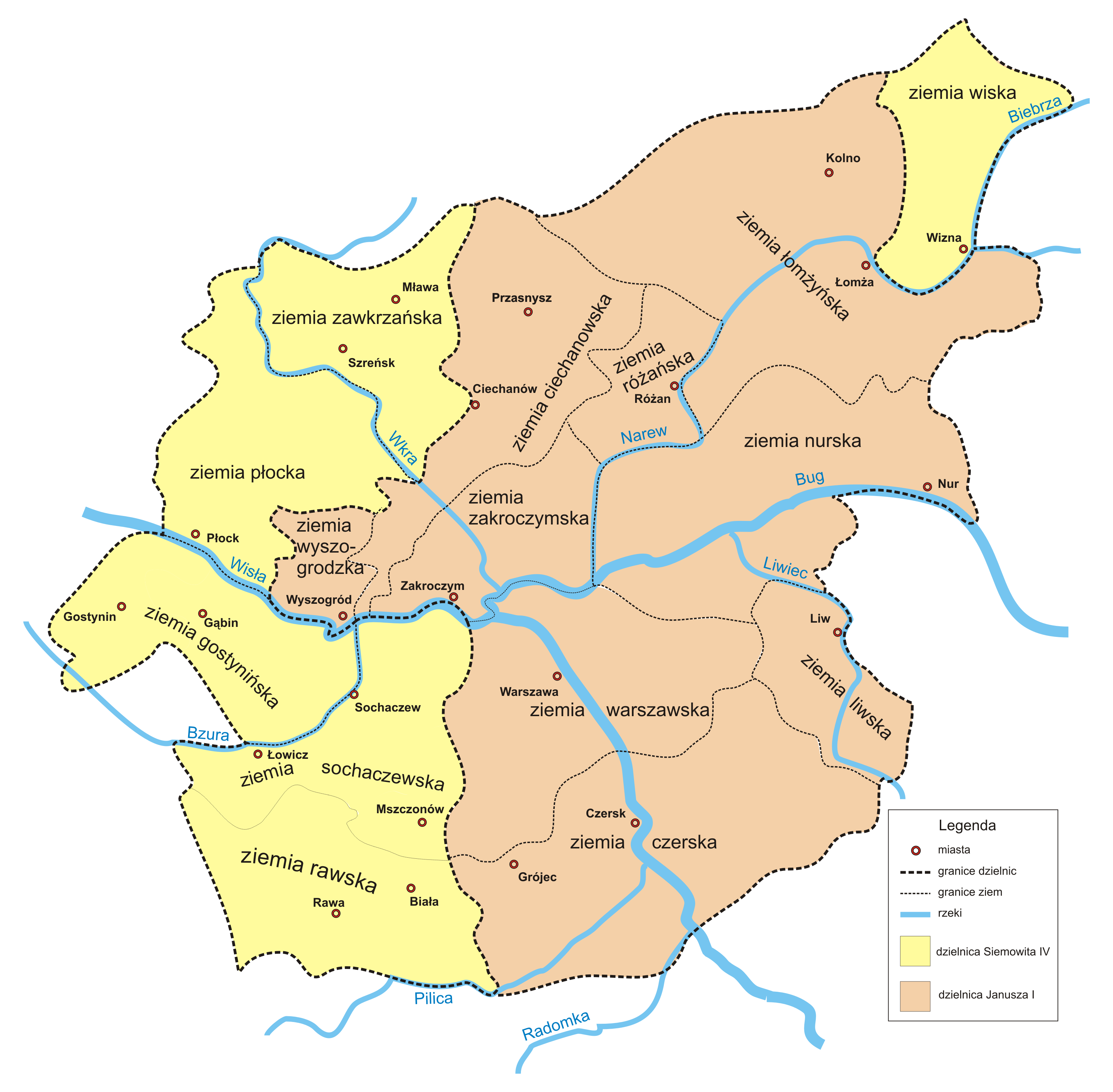
Die politische Gliederung Masowiens
(1381–1426), in hellbraun das Herrschaftsgebiet des Janusz I., in gelb die Herrschaft und masowische Erbanteil seines Bruders Siemowit IV.

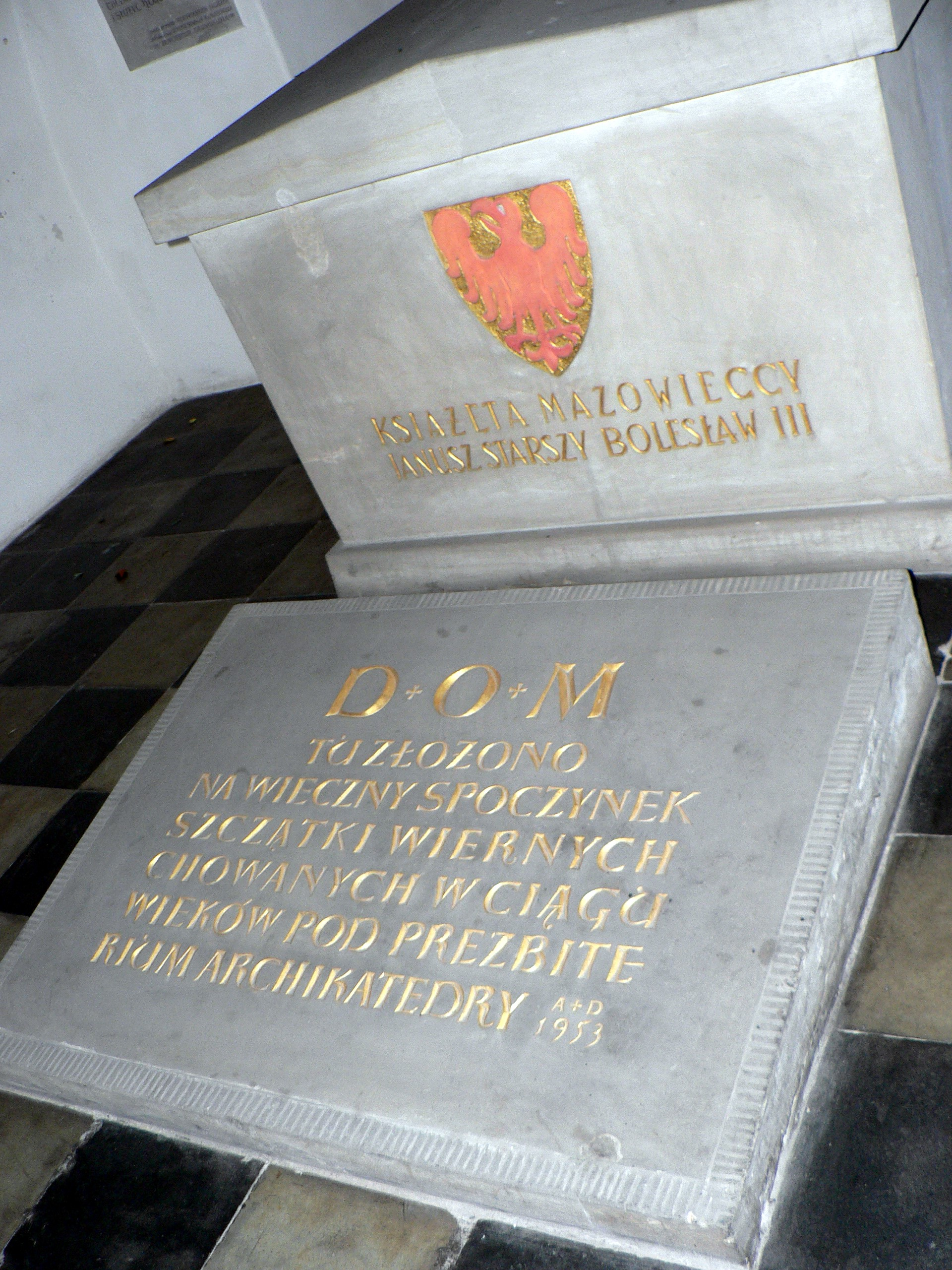
Grabstätte Janusz's I. in der Johanneskathedrale (Warschau)

Janusz I. Starszy (Janusz I. „der Ältere“; * ca. 1346; † 8. Dezember 1429 in Czersk) war ab 1373/1374 Herzog von Masowien zu Warschau, ab 1381 durch Erbteilung zudem Herr von Nur, Łomża, Liw, Ciechanów, Wyszogród, Zakroczym und Podlachien.
Als Herzog von Masowien war er ein Vasall der polnischen Krone und entstammte der masowischen Linie der Piasten.
Janusz I. war der älteste Sohn des Herzogs Siemowit III. von Masowien. Sein Bruder war Siemowit IV.

## Polnische Politik
In seiner Politik hielt Janusz I. fest an der engen Zusammenarbeit mit Polen und seinen folgenden Herrschern Ludwig I. von Anjou, Hedwig von Anjou und Władysław II. Jagiełło. Auf diese Weise protestierte Janusz I. gegen die Politik seines Bruders Siemowit IV., mit der er die polnische Krone für sich gewinnen wollte. Nach dem Tode Kasimirs „des Großen“ übergab er die polnische Krone direkt an Ludwig I., König von Ungarn und Kroatien und Neffen des letzten Piasten aus der Linie der kujawischen Piasten auf dem polnischen Thron.

## Janusz I. und der Deutsche Orden
Die freundschaftlichen Beziehungen zwischen Polen und Litauen nach Beschluss der Union bewirkten den permanenten Zustand der Feindseligkeit auf Seite des Deutschen Ordens. Im Jahre 1393 entführte der Komtur Rudolf im Auftrag des Hochmeisters Konrad von Jungingen den Prinzen, während dieser sein Schloss an der Grenze Masowiens in der Nähe des Flusses Narew erbaute. Der König Władysław II. Jagiełło intervenierte und der Deutsche Orden ließ ihn wieder frei. Im Jahr 1404 entführten die Ordensritter Herzog Janusz I. samt seiner Frau und den Söhnen erneut, die wiederum auf Intervention des Königs Władysław II. Jagiełło freigelassen wurden. Im Jahr 1409 fuhren Komtur Ostróda und Komtur Brandenburg ins Fürstentum Janusz's I.

## Familie
Janusz I. Starszy war verheiratet mit der Tochter des litauischen Großfürsten Kiejstut und der Schwester Witolds – Danuta Anna, mit der er eine Tochter und drei Söhne in die Welt setzte: 
- Name unbekannt (Olga?) (* 1373–1376; † um 1401), seit dem Jahr 1388 verheiratet mit dem moldawischen Hospodar Piotr I.[1]
- Janusz Młodszy (* vor 1383; † 1422),
- Bolesław Januszowic (* vor 1386; † 1420–1425),
- Konrad Januszowic (* vor 1400; † vor 1429)

Janusz I. Starszy starb am 8. Dezember 1429 in Czersk und wurde in der Johanneskathedrale (Warschau) bestattet.